# سرومال
سرومال، روستایی از توابع بخش مرکزی شهرستان سروآباد در استان کردستان ایران است

## جمعیت
این روستا در دهستان ژریژه قرار دارد و براساس سرشماری مرکز آمار ایران در سال ۱۳۸۵، جمعیت آن ۲۰۷ نفر (۵۷خانوار) بوده‌است. این روستا حدود سال 900 شمسی بنیاد نهاده شده است، این روستا در زمان‌های قدیم در یک مکان دیگر قرار داشته‌است و به گفته مردمان محلی به دلیل بیماری ای که مسری بوده و قربانیان زیادی گرفته؛ مردم مجبور به ترک محل زندگی خود شده و روستای فعلی را بنیاد نهاده‌اند. امروزه محل قدیمی روستا را " ده کهنه" می نامند. بیشتر خانه‌های روستای فعلی را شخصی به نام استادفیض الله رحیمی که معمار تجربی بوده‌است ساخته است.
مردم این روستا در زمین‌هایی که حدود یک کیلومتر با روستا فاصله دارد مشغول کشاورزی می‌باشند. این زمین‌ها دارای نام‌های مخصوصی هستند مانند: تالنگا، ویکش، لامر، هویا، دره ره حمه ته، توه نه سیاوی، هه رره سیاوی، خره گوره، چناران، هاجیالی، داره مریا، نرس، سرچال، هانه سیاوله، ته پوله، وه ر ته پوله، هانه مه فه ر، حه شا واردی، دشته قولی چاله وجنا و... .
بیشتر مردم این روستا به شهرها مهاجرت نموده‌اند. بسیاری از افراد این روستا به کارهای فنی مشغول هستند. اغلب آن‌ها در معادن استخراج سنگ ساختمانی و سنگ شکن و فعالیت‌های مرتبط با راهسازی به ویژه کارخانه آسفالت مشغول فعالیت هستند.